# 1999 XD8
1999 XD8 är en asteroid i huvudbältet som upptäcktes 3 december 1999 av den japanska astronomen Takao Kobayashi vid Ōizumi-observatoriet.